# 镇安真管螺
镇安真管螺（学名：Euphaedusa zhenanensis），是柄眼目烟管蜗牛科小烟管蜗牛属的一种。主要分布于中国大陆，常栖息在山区（海拔880-1100米以上）、丘陵坡地及多岩石地区。